# مقاطعة باميان
باميان (بالفارسية: بامیان) هي إحدى مقاطعات ولاية باميان، أفغانستان. يبلغ عدد سكانها 70028 نسمة حسب تعداد عام 2003، غالبيتهم من الهزارة.

## أنظر أيضا
- ولاية باميان
- باميان
- مقاطعات أفغانستان

## روابط خارجية
- خريطة منطقة AIMS
- https://whc.unesco.org/archive/advisory_body_evaluation/208rev.pdf